# Золтан Мађар
Золтан Мађар (мађ. Magyar Zoltán; 13. децембар 1953, Будимпешта, Мађарска) је бивши мађарски репрезентативац у гимнастици. Његова специјалност је био коњ са хватаљкама. Највише успеха је остварио током седамдесетих година двадесетог века и по њему су назване две гимнастичке фигуре (део вежбе на коњу са хватаљкама) мађарска кола (када се тело гимнастичара окрене супротно од ротације којом се ноге окрећу) и Мађарско путовање (када се гимнастичар унакрсно кружно креће од једне до друге стране коња са хватаљкама).
Мађар је током своје каријере на коњу са хватаљкама, освојио две титуле олимпијског шампиона, по три титуле светског и европског првака и два Светска купа.
Олимпијско злато је освојио 1976. и 1980. године; светско злато 1974, 1978. и 1979. године; Европска злата 1973, 1975. и 1977. године; и Светски куп 1975и и 1978. Најубедљивију победу Мађар је остварио на Светском првенству 1978. године када је освојивши злато остварио предност од 0,375 бодова у односу на другопласираног такмичара.
Золтан Мађар се престао активно бавити гимнастиком 1980. године, после чега се посветио својој другој љубави, животињама. Наставио је да живи и ради у Будимпешти као ветеринар.